# Dermanura tolteca
Dermanura tolteca — вид родини листконосові (Phyllostomidae), ссавець ряду лиликоподібні (Vespertilioniformes, seu Chiroptera).

## Середовище проживання
Країни поширення: Беліз, Коста-Рика, Сальвадор, Гватемала, Гондурас, Мексика, Нікарагуа, Панама. Живе у вічнозелених лісах і садах від 600 до 1500 метрів над рівнем моря.

## Морфологічні й генетичні особливості
Довжина голови і тіла між 59 і 65 мм, довжина передпліччя між 39 і 43 мм, довжина стопи між 12 і 14 мм, довжина вух від 16 до 19 мм і вага до 20 гр. 
Шерсть середньої довжини і злегка виступає на ногах і ступнях. Спинна частина чорнувата, а черевна сірувато-коричневого кольору, з білуватими кінчиками волосків. Морда коротка і широка. Лист носа добре розвинений, ланцетний. Є дві світлі смуги на кожній стороні обличчя. Вуха коричневі. Не має хвоста.
Каріотип: 2n = 30 (самиці) 31 (самці), FNa=56.

## Життя
Цей кажан був знайдений у печерах і будинках. Фрукти є основним продуктом харчування. також споживає нектар і комах. Пологи відбуваються у квітні-травні та серпні-вересні.